# Fótliget-lakópark
Fótliget egy zárt lakópark Budapest közvetlen szomszédságában, közigazgatásilag Fót része, területe 45 hektár. Jellemzően családi házak épültek itt egyedi tervek alapján. A terület erdős, ligetes jellege az alacsony beépíthetőségű, az elővárosi környezetben szokásosnál nagyobb építési telkeknek köszönhetően megmaradt.  Különösen családbaráttá teszi parkja és játszótere, zsákutcákként kialakított úthálózata, területi elkülönültsége és saját őrszolgálata.

## Megközelítés

### Autóval
Fótliget Budapest és Fót között, az M3 autópálya és az M2 autóút közötti területen, az M0 körgyűrű közelében található. Autóval Budapest irányából a Régi Fóti úton közelíthető meg, amelyre az M0 körgyűrű mindkét irányából is rá lehet hajtani.

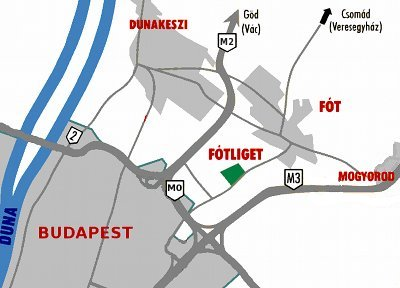
Itt van Fótliget

### Autóbusszal
Fótliget bejáratánál autóbuszmegálló található, ahol Dunakeszit és Fótot érintő helyközi járatok állnak meg. Az autóbuszvonalak érintik az M3-as metróvonal Újpest-központ és Újpest-városkapu állomását.

### Vonattal
A Budapest–Vácrátót–Vác-vasútvonal megállóhelye, Alagimajor 2 km-re van Fótligettől, ahonnan a Nyugati pályaudvar 14 perc alatt elérhető. Alagimajor megállóhely a környező terület rendezetlensége miatt pillanatnyilag csak autóval megközelíthető és P+R parkolók nincsenek kiépítve.

### Kerékpárral
Budapest kiépített kerékpárút hálózata Fótliget bejáratától kb. 5 km-es távolságban elérhető, de a köztes szakasz, a Régi Fóti út forgalma miatt a kerékpáros közlekedés veszélyes. A Duna partján húzódó kerékpárút Dunakeszin keresztül (egy rövid szakaszt leszámítva) biztonságosabban elérhető.

## Közösség
A Fótligeten élő, többségükben fiatal, gyermekes családok itt egymásra találtak és közös hagyományokat teremtettek. A itt lakók szervezésében, részben a közös költség (lásd Szervezet) terhére rendszeresen megrendezésre kerül a Húsvéti tojáskeresés, Gyermeknap, Felnőttnap, Nyár végi piknik, Bolhapiac, Halloween és Mikulás.

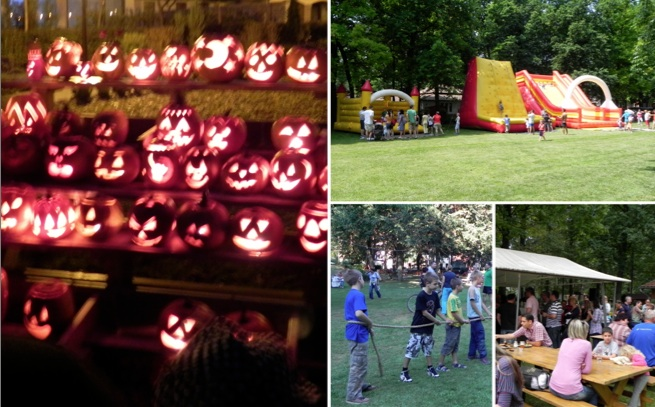
Fótligeti közösségi programok

## Természet
Mivel a terület nem érintkezik sem Budapest, sem Fót belterületével, ezért a civilizációs hatások kevésbé érvényesülnek, és a hasonló lakóparkokhoz képest lényegesen több példány maradt meg a 
Fótliget területén honos kocsányos tölgy és ostorfa fafajtákból. A fák számos állatfaj élőhelyéül is szolgálnak; a kertekben sünök, gyíkok, békák is előfordulnak. A beépített részeken a tölgyfák helyét lassan átveszik a telepített dísznövények, fenyők, tujafélék, szivarfák. Mivel a lakók közül sokan gondoskodnak madáretetővel a madarak téli táplálásáról, közülük sok itt vészeli át a hideg évszakot. Jellemző fajta a rigó, cinke, örvösgalamb, barázdabillegető, rozsdafarkú és a harkály. A rovarok közül gyakori a szarvasbogár. A területet körülvevő erdőkben és mezőkön gyakori vendégek a szarvasok, őzek, rókák, nyulak és fácánok.

## Szervezet
Fótliget teljes területe magánterület, közös tulajdonú területek nincsenek. Az építési telkek általában az ott lakók, az utak a Pro Fótliget Alapítvány tulajdonában vannak. A Pro Fótliget Alapítvány 
kuratóriumi tagjai fótligeti lakosok. Polgármester Sz. Hanna.
Közérdekű, máshol az önkormányzat által ellátandó feladatokat, mint az úthálózat karbantartását, a közvilágítást, a park gondozását és az őrséget az üzemeltető Fótliget-Lakópark Ingatlankezelő Közhasznú Nonprofit Kft. a tulajdonosok megbízásából és terhére látja el. 
Az üzemeltető többségi tulajdonosa a Pro Fótliget Alapítvány.
Az üzemeltető minden telektulajdonossal egyenként szerződött közérdekű feladatok ellátására és azok költségét számlázza a tulajdonosoknak. 
A közös költséggel fedezendő kiadásokról és a költségek tulajdonosok közötti felosztásáról a tulajdonosok éves közgyűlése határoz. A közgyűlésen gyakorolható szavazati jog a szavazó közös költség viselésével arányos.
A tulajdonosok közgyűlések közötti képviseletét, az üzemeltető tevékenységének rendszeres ellenőrzését Számvizsgáló Bizottság (SZB) látja el, amelynek tagjai a közgyűlésen választott fótligeti lakosok.

## Történet
Fótliget területe a rendszerváltás előtt a Munkásőrség kezelésében volt.